# ISO 8859-1
ISO/IEC 8859-1, méně formálně ISO 8859-1 nebo ISO Latin-1 je osmibitová znaková sada používaná pro západoevropské jazyky, kterou vyvinula organizace Ecma International a publikovala jej spolu s Latin-2, Latin-3 a Latin-4 jako ECMA-94. Vývoj a udržování standardu později převzala Mezinárodní organizace pro normalizaci (ISO) společně s Mezinárodní elektrotechnickou komisí (IEC) jako první část standardu ISO/IEC 8859 zabývajícího se kódováním latinky. Je základem široce používaných znakových sad ISO-8859-1 (s pomlčkou za ISO) a Windows-1252. Rovněž prvních 256 znaků Unicode vychází z ISO 8859-1.

## Pokrytí
Skládá se ze 191 znaků dovolujících (s výjimkou několika označených znaků) komunikovat následujícími jazyky:
- afrikánština
- albánština
- angličtina
- baskičtina
- bretonština
- dánština
- faerština
- galicijština
- indonéština
- irština (nová ortografie)
- islandština
- italština
- korsičtina
- kurdština zapisovaná latinkou
- leónština
- lucemburština
- manština
- malajština
- němčina
- nizozemština (chybí dvojznak ĳ, ale ten by měl být v elektronické formě vždy reprezentován znaky IJ nebo ij)
- norština (Bokmål a Nynorsk)
- okcitánština
- portugalština
- rétorománština
- skotská gaelština
- svahilština
- španělština
- švédština
- valonština

Jazyky s částečným pokrytím:
- estonština (chybí Š, š, Ž, ž používané v cizích slovech)
  - Pozn.: Windows-1252 a ISO-8859-15 tyto znaky obsahují
- francouzština (chybí ligatury Œ, œ a řídce užívaný znak Ÿ)
  - Pozn.: Windows-1252 a ISO-8859-15 tyto znaky obsahují
- finština (chybí Š, š, Ž, ž používané v cizích slovech)
  - Pozn.: Windows-1252 a ISO-8859-15 tyto znaky obsahují
- guaranština
- katalánština
- latina (chybí písmena s pruhem používaným ve slovnících a učebnicích pro vyjádření délky)

Některým jazykům chybí správné typografické uvozovky, protože jsou dostupné jen « », " ", a ' '.
V září 2015 používalo ISO 8859-1 přibližně 7.5% webových stránek.

## Historie
ISO 8859-1 byl založen na mezinárodní sadě použité společností Digital Equipment Corporation v populárním terminálu VT220. Byl vyvinut v Ecma International, a publikován společně se standardy přijatými jako ISO/IEC 8859-2, ISO/IEC 8859-3 a ISO/IEC 8859-4 jako část specifikace
ECMA-94, pod jejímž jménem se občas dosud uvádí.
ISO-8859-1 je (přinejmenším podle norem) implicitním kódováním dokumentů s MIME typem začínajícím „text/“ přenášených protokolem HTTP (pracovní verze standardu HTML 5 z roku 2010 vyžadovala, aby dokumenty s uvedeným kódováním ISO-8859-1 byly považovány za dokumenty v kódování Windows-1252) Je to implicitní kódování hodnot některých deskriptivních HTTP hlaviček a definuje repertoár znaků povolený v dokumentech HTML verze 3.2 (HTML 4.0 je založené na Unicode). Při absenci informací o kódování se o textových souborech v Unixu nebo Microsoft Windows často předpokládalo, že jsou v kódování ISO-8859-1, případně Windows-1252; teprve v poslední době se o takových textech předpokládá, že jsou v kódování Unicode, na unixových systémech obvykle UTF-8 na Microsoft Windows obvykle UTF-16.

## Vztah k ISO/IEC 8859-15
V ISO/IEC 8859-1 chybí např. řídce užívané znaky Œ, œ a Ÿ pro francouzštinu, dva finské znaky pro transkripci některých cizích jmen (Š a Ž), typografické uvozovky a pomlčky nebo symbol eura (€).
Proto byl vyvinut standard ISO/IEC 8859-15 jako aktualizace ISO 8859-1. To si vyžádalo odstranění některých méně frekventovaných symbolů ISO/IEC 8859-1: ¤, ¦, ¨, ´, ¸, ¼, ½, a ¾.

## Kódová tabulka
| ISO/IEC 8859-1 | ISO/IEC 8859-1 | ISO/IEC 8859-1 | ISO/IEC 8859-1 | ISO/IEC 8859-1 | ISO/IEC 8859-1 | ISO/IEC 8859-1 | ISO/IEC 8859-1 | ISO/IEC 8859-1 | ISO/IEC 8859-1 | ISO/IEC 8859-1 | ISO/IEC 8859-1 | ISO/IEC 8859-1 | ISO/IEC 8859-1 | ISO/IEC 8859-1 | ISO/IEC 8859-1 | ISO/IEC 8859-1 |
|                | x0             | x1             | x2             | x3             | x4             | x5             | x6             | x7             | x8             | x9             | xA             | xB             | xC             | xD             | xE             | xF             |
| -------------- | -------------- | -------------- | -------------- | -------------- | -------------- | -------------- | -------------- | -------------- | -------------- | -------------- | -------------- | -------------- | -------------- | -------------- | -------------- | -------------- |
| 0x             | Řídící znaky   | Řídící znaky   | Řídící znaky   | Řídící znaky   | Řídící znaky   | Řídící znaky   | Řídící znaky   | Řídící znaky   | Řídící znaky   | Řídící znaky   | Řídící znaky   | Řídící znaky   | Řídící znaky   | Řídící znaky   | Řídící znaky   | Řídící znaky   |
| 1x             | Řídící znaky   | Řídící znaky   | Řídící znaky   | Řídící znaky   | Řídící znaky   | Řídící znaky   | Řídící znaky   | Řídící znaky   | Řídící znaky   | Řídící znaky   | Řídící znaky   | Řídící znaky   | Řídící znaky   | Řídící znaky   | Řídící znaky   | Řídící znaky   |
| 2x             | SP             | !              | "              | #              | $              | %              | &              | '              | (              | )              | *              | +              | ,              | -              | .              | /              |
| 3x             | 0              | 1              | 2              | 3              | 4              | 5              | 6              | 7              | 8              | 9              | :              | ;              | <              | =              | >              | ?              |
| 4x             | @              | A              | B              | C              | D              | E              | F              | G              | H              | I              | J              | K              | L              | M              | N              | O              |
| 5x             | P              | Q              | R              | S              | T              | U              | V              | W              | X              | Y              | Z              | [              | \              | ]              | ^              | _              |
| 6x             | `              | a              | b              | c              | d              | e              | f              | g              | h              | i              | j              | k              | l              | m              | n              | o              |
| 7x             | p              | q              | r              | s              | t              | u              | v              | w              | x              | y              | z              | {              | \|             | }              | ~              |                |
| 8x             | Nevyužíváno    | Nevyužíváno    | Nevyužíváno    | Nevyužíváno    | Nevyužíváno    | Nevyužíváno    | Nevyužíváno    | Nevyužíváno    | Nevyužíváno    | Nevyužíváno    | Nevyužíváno    | Nevyužíváno    | Nevyužíváno    | Nevyužíváno    | Nevyužíváno    | Nevyužíváno    |
| 9x             | Nevyužíváno    | Nevyužíváno    | Nevyužíváno    | Nevyužíváno    | Nevyužíváno    | Nevyužíváno    | Nevyužíváno    | Nevyužíváno    | Nevyužíváno    | Nevyužíváno    | Nevyužíváno    | Nevyužíváno    | Nevyužíváno    | Nevyužíváno    | Nevyužíváno    | Nevyužíváno    |
| Ax             | NBSP           | ¡              | ¢              | £              | ¤              | ¥              | ¦              | §              | ¨              | ©              | ª              | «              | ¬              | SHY            | ®              | ¯              |
| Bx             | °              | ±              | ²              | ³              | ´              | µ              | ¶              | ·              | ¸              | ¹              | º              | »              | ¼              | ½              | ¾              | ¿              |
| Cx             | À              | Á              | Â              | Ã              | Ä              | Å              | Æ              | Ç              | È              | É              | Ê              | Ë              | Ì              | Í              | Î              | Ï              |
| Dx             | Ð              | Ñ              | Ò              | Ó              | Ô              | Õ              | Ö              | ×              | Ø              | Ù              | Ú              | Û              | Ü              | Ý              | Þ              | ß              |
| Ex             | à              | á              | â              | ã              | ä              | å              | æ              | ç              | è              | é              | ê              | ë              | ì              | í              | î              | ï              |
| Fx             | ð              | ñ              | ò              | ó              | ô              | õ              | ö              | ÷              | ø              | ù              | ú              | û              | ü              | ý              | þ              | ÿ              |

Hodnoty 00–1F, 7F, a 80–9F nejsou v ISO/IEC 8859-1 přiřazeny. IANA kódování ISO-8859-1 doplňuje tyto kódy řídicími znaky ze řídicí sady C0 a C1.